# Autoroute Est-Ouest
L’autoroute Est-Ouest est un réseau autoroutier traversant toute l'Algérie parallèlement aux côtes méditerranéennes. L'autoroute relie la frontière tunisienne près de la ville d'El Kala à la frontière marocaine près de celle de Maghnia en passant près des grandes villes algériennes du nord telles que Annaba, Skikda, Constantine, Setif, Alger, Chlef, Oran et Tlemcen, sur une distance de 1 216 km (1 720 km en comptant les routes annexes et les bretelles).
À la fin des années 1960, des études de planification mettent en évidence la nécessité d’une liaison autoroutière traversant la frange nord du pays d’est en ouest.
Débuté difficilement dans les années 1990 et dépendant de financements extérieurs, le projet est dynamisé et totalement payé par les deniers publics en 2005. Avec 13 milliards de dollars, c'est un des plus grands projets de travaux publics de l'histoire.
La construction est achevée à 85 % en 2013. Une partie du lot dévolue au groupement japonais Cojaal connait des difficultés et, le 12 août 2023, après 17 ans de travaux, le dernier tronçon est inauguré par le Premier ministre Aïmene Benabderrahmane.

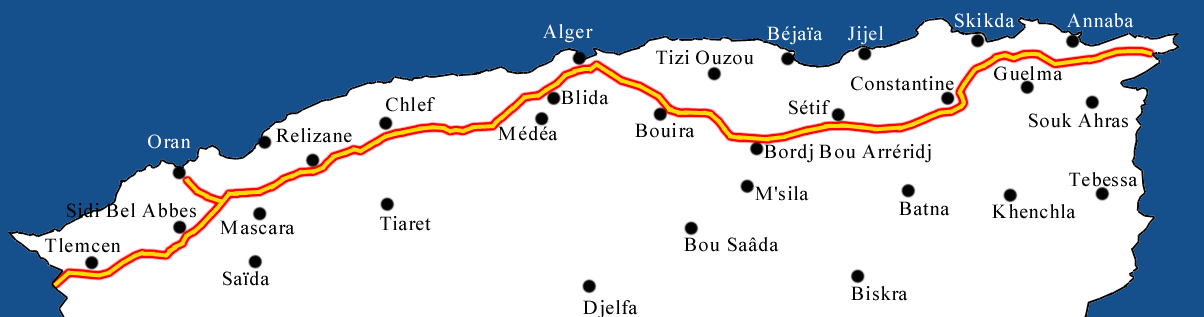
L'autoroute Est-Ouest et les principales agglomérations de plus de 100000 habitants du nord du pays.

## Historique
Le projet d'autoroute reliant les grandes villes du nord est envisagé dès les années 1970 par le ministère du plan. Par la suite, les différents schémas directeurs routiers nationaux (1975-1995 et 1995-2015) vont l'inclure dans leurs projections.
Les études préliminaires ont été réalisées en 1983. Elles ont porté sur le choix du couloir du tracé, les prévisions du trafic, l’évolution des indicateurs économiques et les différentes incidences du projet, elles ont donné lieu, au cours de leur réalisation, à de nombreuses concertations et ont abouti au choix du couloir, approuvé en Conseil des Ministres au mois de juin 1987.
Les études d’avant-projet sommaires (APS) sur environ 1 100 km entre Annaba et Tlemcen ont été engagées en 1988 et terminées en 1994.

### Années 1990, financement compliqué
Le financement du projet par les pouvoirs publics dans un contexte d'endettement est très compliqué. Durant les années 1990 et 2000, les premiers tronçons sont financés par des prêts européens, arabes et africains dans le cadre du développement.
Le 18 juin 1990, la Banque européenne d'investissement (BEI) accorde un prêt de 40 millions d'euros pour un premier tronçon de 30 km entre Blida et El Affroun. Un an plus tard en 1991, la même institution prête 31 millions d'€ pour le contournement de la ville de Bouira. En 1993 et 1994, c'est un total de 100 millions d'euros qui sont débloqués pour le tronçon Lakhdaria - Bouira. De nouveau 140 millions d'€ en 2000 et 70 millions d'€ en 2002 sont investis pour terminer ces deux tronçons est et ouest d'un total 80 km. Leur réalisation par des entreprises algériennes ne sera achevée qu'entre 2004 et 2006.
Le 3 octobre 1995, un nouveau tronçon de 30 km entre El Affroun (Blida) et Hoceinia (Ain Defla) est déclaré d'utilité publique et une enveloppe de 266 millions de dinars est dégagée pour les expropriations. Ce n'est qu'en 2002 que le Fonds arabe pour le développement économique et social (FADES) accorde un prêt de 86 millions de dollars, qui ne sera consommé qu'à 30% pour sa réalisation,.
Entre 1996 et 2002, la Banque Africaine de Développement (BAD) a accordé un prêt de 161 millions de dollars pour le tronçon de contournement de la ville de Constantine sur 29 km entre Ain Smara et El Meridj,,.

### 2005, financement public
Avec le retour des équilibres et la bonne santé des finances publiques, le président Abdelaziz Bouteflika décide en février 2005, près d'un an après sa réélection de financer l'intégralité des tronçons restants par le trésor public, contre l'avis de son ministre des finances.
Le 25 juillet 2005, un décret exécutif est publié pour déclarer d'utilité publique l'opération portant réalisation de l'autoroute Est-Ouest sur l'ensemble de son tracé.

#### Lancement et attribution
L'appel d'offres international limité, sur la base d'un cahier des charges précis, pour le projet de l'autoroute Est-Ouest fut lancé le 23 juillet 2005. Plusieurs réponses furent enregistrées (américaine, française, allemande et portugaise). C'est finalement deux consortiums qui ont été sélectionnés : le chinois CITIC-CRCC et le japonais COJAAL. Les résultats furent annoncés le 15 avril 2006 et les contrats de réalisation signés le 18 septembre 2006.

#### Bureaux d'études
Les missions de contrôle et de suivi du projet sont attribuées au terme d'un autre appel d'offres aux sociétés suivantes :
- le bureau d'études canadien "Dessau Soprane" pour le contrôle et le suivi
- le bureau d'études français "Egis-Route" pour la tranche ouest
- le bureau d'études canadien "SNC Lavalin" pour la tranche centre
- le groupement italien "ANAS Italconsult INCO " pour la tranche est

## Chronologie

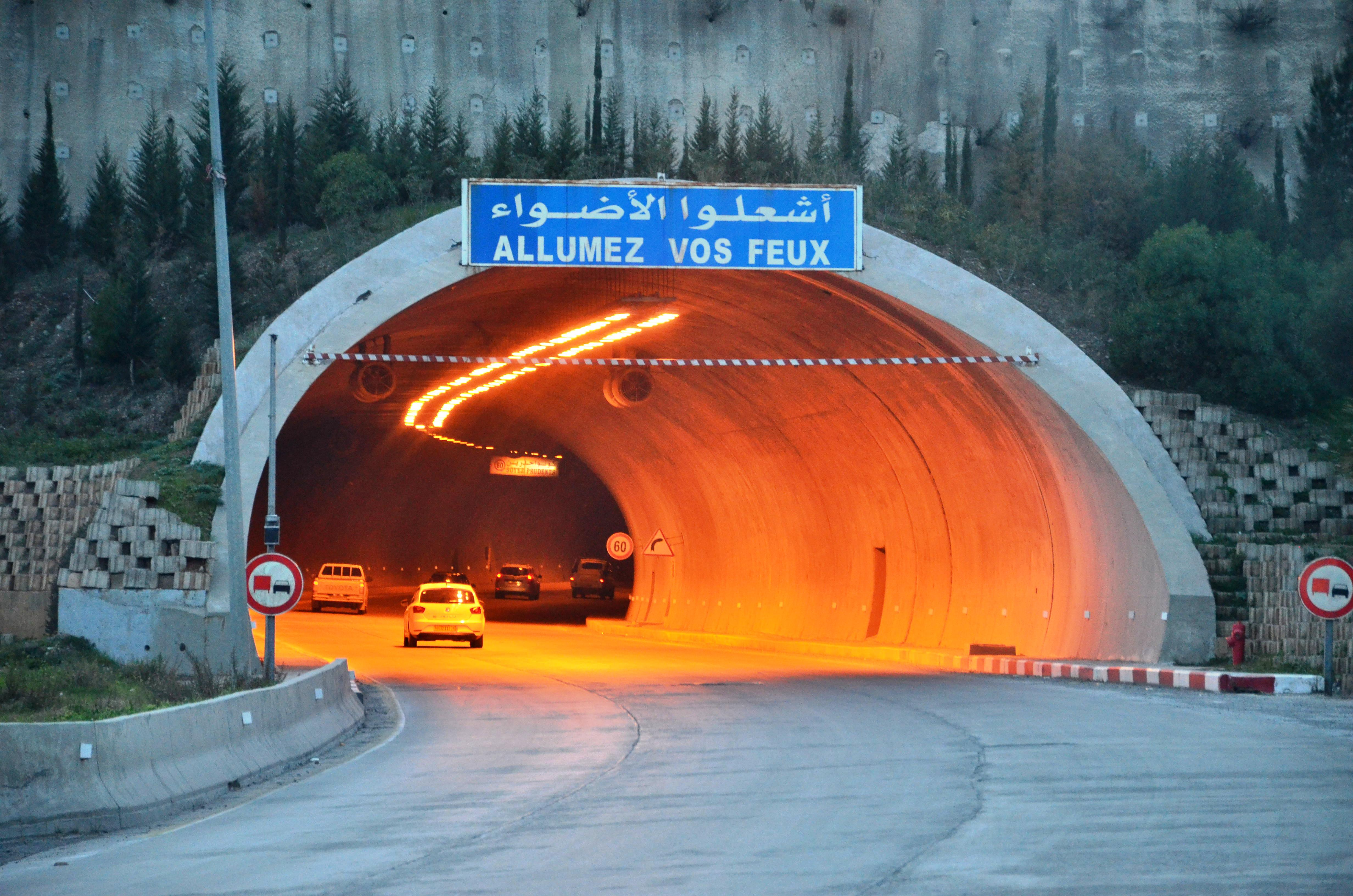
Tunnel (2015).

Si le projet de l'autoroute est-ouest a démarré en 2006, plusieurs tronçons existaient déjà. Les nouveaux tronçons ont commencé à être livrés petit à petit depuis 2008.
Les tronçons ouest et centre, réalisés par le groupement chinois CITIC-CRCC, ont été livrés à la circulation, mais les travaux ne seront pas achevés avant 2016 sur la section est, réalisés par le groupement japonais Cojaal. Des problèmes techniques ainsi que l'incapacité de Cojaal à réaliser ce type d'infrastructures pourraient expliquer ce retard. Un scandale de corruption avait déjà éclaboussé le projet en 2010 et la qualité des travaux réalisés par CITIC-CRCC ne serait pas conforme aux normes internationales et des travaux de réfection ont déjà été nécessaires.

#### : Alger - Maghnia

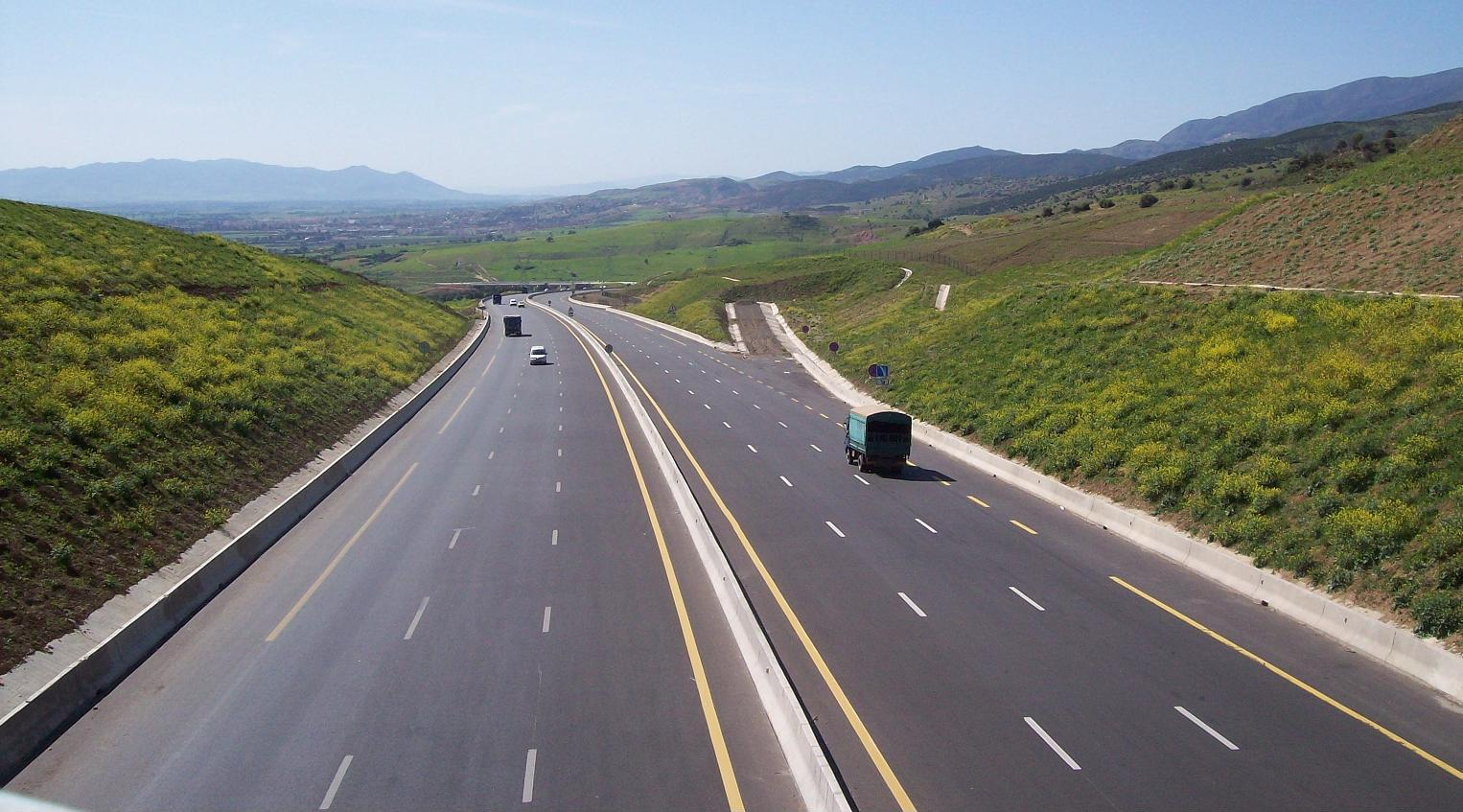
L'autoroute est-ouest du côté de Ghomri

## Échangeurs et aires
- n°1 : El Kala
- n°2 : El Tarf
- n°4 : Dréan
- Aire de service de Dréan (en travaux) (dans les deux sens)
- n°5 : Ain Berda
- Aire de repos de Ain Charchar (en travaux) (dans les deux sens)
- n°6 : Ain Charchar
- Aire de service de Ain Charchar (en travaux) (dans les deux sens)
- n°7 : El Ghedir / Skikda
- n°8 : El Harrouch / Skikda
- Aire de service d'El Harrouch (en travaux) (dans les deux sens)
- n°9 : Didouch Mourad
- 'n°10 : Constantine-Est (El Meridj)
- n°11 : Constantine-Sud-Est (Sissaoui) / El Khroub
- n°12 : Constantine-Sud (aéroport)
- n°12 bis : Ali Mendjeli
- n°13 : Constantine-Ouest / Ain Smara
- Aire de service de Anane Derradji (dans les deux sens)
- n°14 : Oued Athmania (Mila)
- Aire de service de Milev (dans les deux sens)
- n°15 : Chelghoum Laid / Tadjenanet
- n°16 : El Eulma
- Aire de repos d'El Eulma (en travaux) (dans les deux sens)
- n°17 : Sétif-Est (El Hassi)
- n°18 : Sétif-Sud
- n°19 : Ain Arnat (aéroport de Sétif)
- Aire de service des Babors (dans les deux sens)
- n°20 : Ain Taghrout / Ras El Oued
- Aire de service du lac de Ain Zada (dans les deux sens)
- n°21 : Bordj Bou Arreridj-Est
- n°22 : El Achir / Bordj Bou Arreridj-Ouest
- n°23 : Hammam El Biban
- Aire de service des Bibans [en construction] (dans les deux sens)
- n°24 :  Échangeur entre l'A 3 et l'autoroute Bouira Bejaia
- n°25 : El Adjiba / Bejaia
- n°26 : Bouira-Est
- n°27 : Bouira-Ouest
- n°28 : Djebahia
- n°29 : Lakhdaria-Est
- n°30 : Lakhdaria-Ouest / RN5
- n°31 : Khemis El Khechna
- n°32 :  Échangeur entre  l'A 3 et  la pénétrante de Boumerdès
- n°33  :  Échangeur entre  l'A 3 et  la pénétrante Rouiba / Zone industrielle
- n°34 : Hammadi
- n°35 : Meftah
- n°36 : Les Eucalyptus / Larbaa
- n°37 : Baraki / Sidi Moussa
- n°38 :  Échangeur entre   l'A 3 et  la 2e rocade Sud
- n°39 : Birtouta-centre
- n°39 Bis : Birtouta-Ouest
- n°40 :  Échangeur entre  l'A 3  et  la rocade ouest d'Alger
- n°41 : Boufarik-Nord
- n°41 Bis : Boufarik-Sud
- n°42 : Blida / Beni Mered
- n°43 : Blida-zone industrielle / Beni Tamou
- n°43 Bis : Blida-centre / Ouled El Alleug
- n°44 :  Échangeur entre   l'A 3  et  l'autoroute Blida-Laghouat
- n°45 : Mouzaia
- n°46 : El Affroun / Oued Djer
- n°47 : Boumedfaa / Hammam Righa
- n°48 : Khemis Miliana-centre
- n°49 : Ain Defla-centre
- n°50 : El Attaf
- Aire de service de Tiberkanine (dans les deux sens)
- n°51 : Oued Fodda
- n°52 : Chlef-Centre
- n°53 : Chlef-Ouest / Oued Sly
- Aire de service du Chélif [en construction] (dans les deux sens)
- n°54 : Boukadir
- n°55 : Oued Rhiou
- Aire de service d'El H'madna [en construction] (dans les deux sens)
- n°56 : El H'madna
- n°57 : Relizane-centre (Belacel)
- Aire de service d'El Matmar (dans les deux sens)
- n°58 : Yellel / Bouguirat (Mostaganem)
- n°59 : Mohammadia
- n°60 : Sig
- n°61 :  Échangeur entre   l'A 3  et  la pénétrante d'Oran
- Aire de service de Tessala  (dans les deux sens)
- n°62 : Ain El Berd
- n°63 : Sidi Bel Abbes-Centre
- Aire de service de Sidi Yakoub (dans les deux sens)
- n°64 : Sidi Ali Boussidi
- n°65 : Tlemcen-Est / RN2
- Aire de service de Benslimane [en construction] (dans les deux sens)
- n°66 : Tlemcen-Centre / RN22
- n°67 : Hammam Boughrara
- n°68 : Maghnia

## Ouvrages d'art
- Viaduc d'Oued Rekham

## Sources
- (en) East-West Highway, Algeria sur roadtraffic-technology.com